# Gnophomyia monophaea
Gnophomyia monophaea is een tweevleugelige uit de familie steltmuggen (Limoniidae). De soort komt voor in het Neotropisch gebied.